# Euphorbia lathyris
L'euforbia catapuzia (Euphorbia lathyris L.) è una pianta della famiglia delle Euforbiacee nativa dell'Asia.

## Descrizione

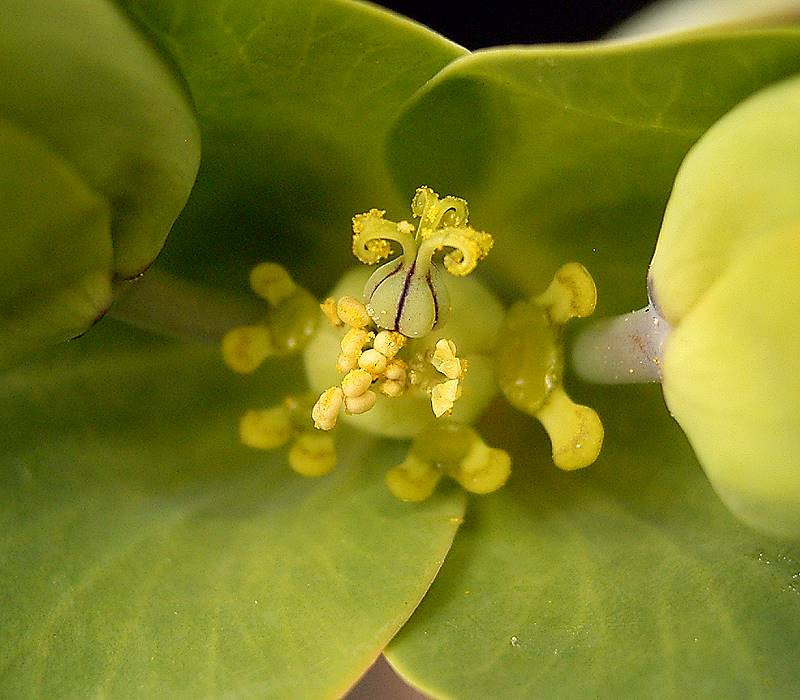
Dettaglio dell'infiorescenza

È una specie biennale, a volte annuale, con fusto eretto alto 0,5–1 m e foglie oblungo-lanceolate, opposte, decussate.

Le infiorescenze, circondate da brattee gialle, con cime larghe circa 5 cm, compaiono in giugno-luglio. I semi si sviluppano all'interno di una capsula (in genere 3 per inflorescenza) e vengono espulsi e lanciati anche ad alcuni metri di distanza quando sono maturi.

## Distribuzione e habitat
Distribuita in Asia centrale (Kirgizistan, Pakistan, Xinjiang).

## Proprietà
Tutte le parti della pianta, inclusi i semi e le radici sono velenosi; anticamente coltivata come emetica. Toccare la pianta può produrre irritazioni della pelle dato che se viene danneggiata, produce un lattice, velenoso per gli umani e gli animali; le capre sono immuni alla tossina, che però può essere passata tramite il latte.

## Usi
Si dice che, piantata negli orti e nei giardini, tenga lontane le talpe. Probabilmente questa reputazione deriva dall'uso di introdurre rami spezzati nelle loro gallerie; l'odore del latte corrosivo, prodotto dalla pianta, irriterebbe il naso delle talpe. È possibile utilizzare un estratto fermentato della pianta ed introdurlo nelle gallerie, per ottenere un effetto repellente.